# هویزینگه
هویزینگه (به هلندی: Huizinge) یک منطقهٔ مسکونی در هلند است که در لوپرسوم واقع شده‌است. هویزینگه ۳۰ کیلومتر مربع مساحت و ۱۰۰ نفر جمعیت دارد.